# 毛斗青冈
毛斗青冈（学名：Quercus chrysocalyx），为壳斗科青冈属下的一个植物种。